# Olympische Sommerspiele 1936/Schwimmen
Bei den XI. Olympischen Sommerspielen 1936 in Berlin wurden elf Wettbewerbe im Schwimmen ausgetragen. Offiziell gehörten 1936 auch die Disziplinen Wasserball und Wasserspringen zur Sportart Schwimmen.

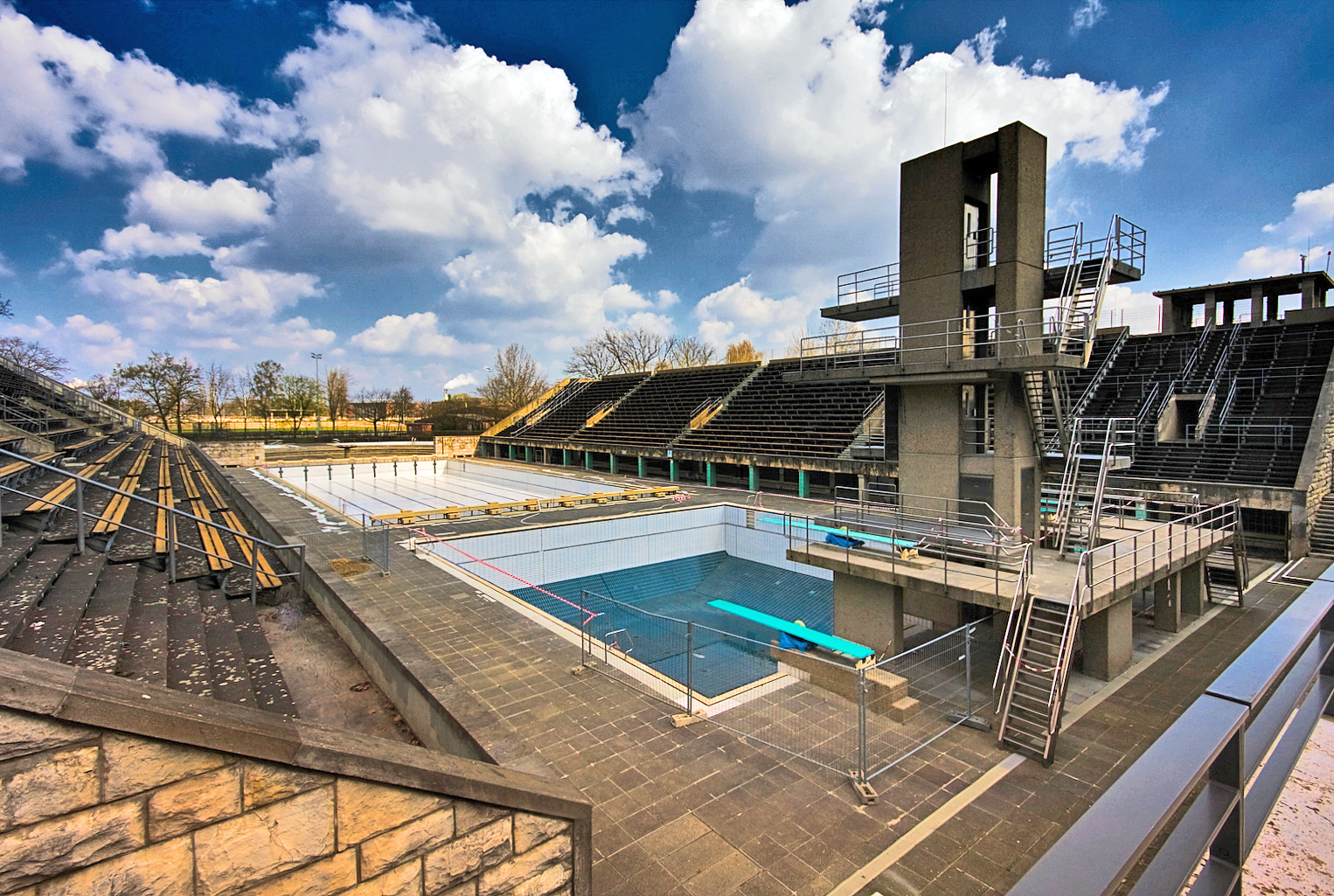
Das Schwimmstadion heute.

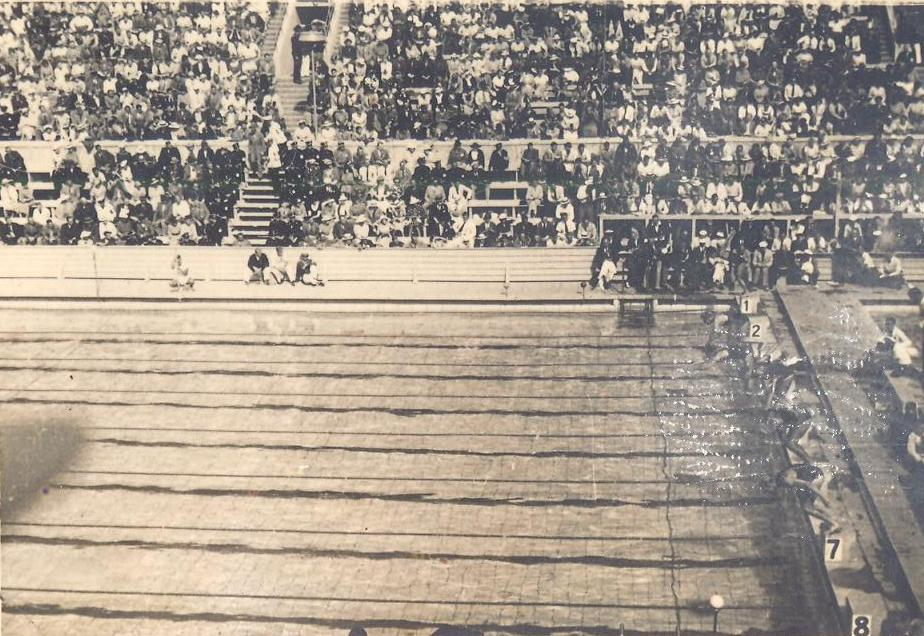
Olympische Sommerspiele 1936, Schwimmen

## Bilanz

### Medaillenspiegel
| Platz  | Land               | Gold | Silber | Bronze | Gesamt |
| ------ | ------------------ | ---- | ------ | ------ | ------ |
| 1      | Japan              | 4    | 2      | 5      | 11     |
| 2      | Niederlande        | 4    | 1      | –      | 5      |
| 3      | Vereinigte Staaten | 2    | 3      | 3      | 8      |
| 4      | Ungarn             | 1    | –      | 1      | 2      |
| 5      | Deutsches Reich    | –    | 3      | 1      | 4      |
| 6      | Dänemark           | –    | 1      | 1      | 2      |
| 7      | Argentinien        | –    | 1      | –      | 1      |
| Gesamt | Gesamt             | 11   | 11     | 11     | 33     |

### Medaillengewinner
Männer
| Disziplin          | Gold                                                            | Silber                                                                | Bronze                                                       |
| ------------------ | --------------------------------------------------------------- | --------------------------------------------------------------------- | ------------------------------------------------------------ |
| 100 m Freistil     | Ferenc Csik                                                     | Yusa Masanori                                                         | Arai Shigeo                                                  |
| 400 m Freistil     | Jack Medica                                                     | Shunpei Utō                                                           | Shōzō Makino                                                 |
| 1500 m Freistil    | Noboru Terada                                                   | Jack Medica                                                           | Shunpei Utō                                                  |
| 100 m Rücken       | Adolph Kiefer                                                   | Albert Vande Weghe                                                    | Masaji Kiyokawa                                              |
| 200 m Brust        | Tetsuo Hamuro                                                   | Erwin Sietas                                                          | Reizō Koike                                                  |
| 4 × 200 m Freistil | Japan Masanori Yusa Shigeo Sugiura Masaharu Taguchi Shigeo Arai | Vereinigte Staaten Ralph Flanagan John Macionis Paul Wolf Jack Medica | Ungarn Árpád Lengyel Oszkár Abay-Nemes Ödön Gróf Ferenc Csik |

Frauen
| Disziplin          | Gold                                                                                     | Silber                                                                    | Bronze                                                                     |
| ------------------ | ---------------------------------------------------------------------------------------- | ------------------------------------------------------------------------- | -------------------------------------------------------------------------- |
| 100 m Freistil     | Hendrika Mastenbroek                                                                     | Jeanette Campbell                                                         | Gisela Arendt                                                              |
| 400 m Freistil     | Hendrika Mastenbroek                                                                     | Ragnhild Hveger                                                           | Lenore Kight                                                               |
| 100 m Rücken       | Nida Senff                                                                               | Hendrika Mastenbroek                                                      | Alice Bridges                                                              |
| 200 m Brust        | Hideko Maehata                                                                           | Martha Genenger                                                           | Inge Sørensen                                                              |
| 4 × 100 m Freistil | Niederlande Johanna Selbach Catharina Wagner Willemijntje den Ouden Hendrika Mastenbroek | Deutsches Reich Ruth Halbsguth Leni Lohmar Ingeborg Schmitz Gisela Arendt | Vereinigte Staaten Katherine Rawls Bernice Lapp Mavis Freeman Olive McKean |

## Ergebnisse Männer

### 100 m Freistil
| Platz | Land | Athlet           | Zeit   |
| ----- | ---- | ---------------- | ------ |
| 1     | HUN  | Ferenc Csik      | 57,6 s |
| 2     | JPN  | Yusa Masanori    | 57,9 s |
| 3     | JPN  | Arai Shigeo      | 58,0 s |
| 4     | JPN  | Taguchi Masaharu | 58,1 s |
| 5     | GER  | Helmut Fischer   | 59,3 s |
| 6     | USA  | Peter Fick       | 59,7 s |
| 7     | USA  | Arthur Lindegren | 59,9 s |

### 400 m Freistil
| Platz | Land | Athlet         | Zeit            |
| ----- | ---- | -------------- | --------------- |
| 1     | USA  | Jack Medica    | 4:44,5 min (OR) |
| 2     | JPN  | Shunpei Utō    | 4:45,6 min      |
| 3     | JPN  | Shōzō Makino   | 4:48,1 min      |
| 4     | USA  | Ralph Flanagan | 4:52,7 min      |
| 5     | JPN  | Hiroshi Negami | 4:53,6 min      |
| 6     | FRA  | Jean Taris     | 4:53,8 min      |
| 7     | GBR  | Bob Leivers    | 5:00,9 min      |

### 1500 m Freistil
| Platz | Land | Athlet           | Zeit        |
| ----- | ---- | ---------------- | ----------- |
| 1     | JPN  | Noboru Terada    | 19:13,7 min |
| 2     | USA  | Jack Medica      | 19:34,0 min |
| 3     | JPN  | Shunpei Utō      | 19:34,5 min |
| 4     | JPN  | Sunao Ishiharada | 19:48,5 min |
| 5     | USA  | Ralph Flanagan   | 19:54,8 min |
| 6     | GBR  | Bob Leivers      | 19:57,4 min |
| 7     | GER  | Heinz Arendt     | 19:56,0 min |

### 100 m Rücken
| Platz | Land | Athlet             | Zeit       |
| ----- | ---- | ------------------ | ---------- |
| 1     | USA  | Adolph Kiefer      | 1:05,9 min |
| 2     | USA  | Albert Vande Weghe | 1:07,7 min |
| 3     | JPN  | Masaji Kiyokawa    | 1:08,4 min |
| 4     | USA  | Taylor Drysdale    | 1:09,4 min |
| 5     | JPN  | Yoshida Kiichi     | 1:09,7 min |
| 6     | JPN  | Yasuhiko Kojima    | 1:10,4 min |
| 7     | AUS  | Percy Oliver       | 1:10,7 min |

### 200 m Brust
| Platz | Land | Athlet            | Zeit       |
| ----- | ---- | ----------------- | ---------- |
| 1     | JPN  | Tetsuo Hamuro     | 2:42,5 min |
| 2     | GER  | Erwin Sietas      | 2:42,9 min |
| 3     | JPN  | Reizō Koike       | 2:44,2 min |
| 4     | USA  | John Higgins      | 2:45,2 min |
| 5     | JPN  | Saburō Itō        | 2:47,6 min |
| 6     | GER  | Joachim Balke     | 2:47,8 min |
| 7     | PHI  | Teófilo Yldefonso | 2:51,1 min |

### 4 × 200 m Freistil
| Platz | Land | Athleten                                                                | Zeit       |
| ----- | ---- | ----------------------------------------------------------------------- | ---------- |
| 1     | JPN  | Masanori Yusa Shigeo Sugiura Masaharu Taguchi Shigeo Arai               | 8:51,5 min |
| 2     | USA  | Ralph Flanagan John Macionis Paul Wolf Jack Medica                      | 9:03,0 min |
| 3     | HUN  | Árpád Lengyel Oszkár Abay-Nemes Ödön Gróf Ferenc Csik                   | 9:12,3 min |
| 4     | FRA  | Alfred Nakache Christian Talli René Cavalero Jean Taris                 | 9:18,2 min |
| 5     | GER  | Werner Plath Hermann Heibel Wolfgang Heimlich Helmut Fischer            | 9:19,0 min |
| 6     | GBR  | Mostyn Ffrench-Williams Romund Gabrielsen Bob Leivers Norman Wainwright | 9:21,5 min |
| 7     | CAN  | Munroe Bourne Bob Hamerton Robert Hooper Bob Pirie                      | 9:27,5 min |
| 8     | SWE  | Björn Borg Sten-Olof Bolldén Sven-Pelle Pettersson Gunnar Werner        | 9:37,5 min |

## Ergebnisse Frauen

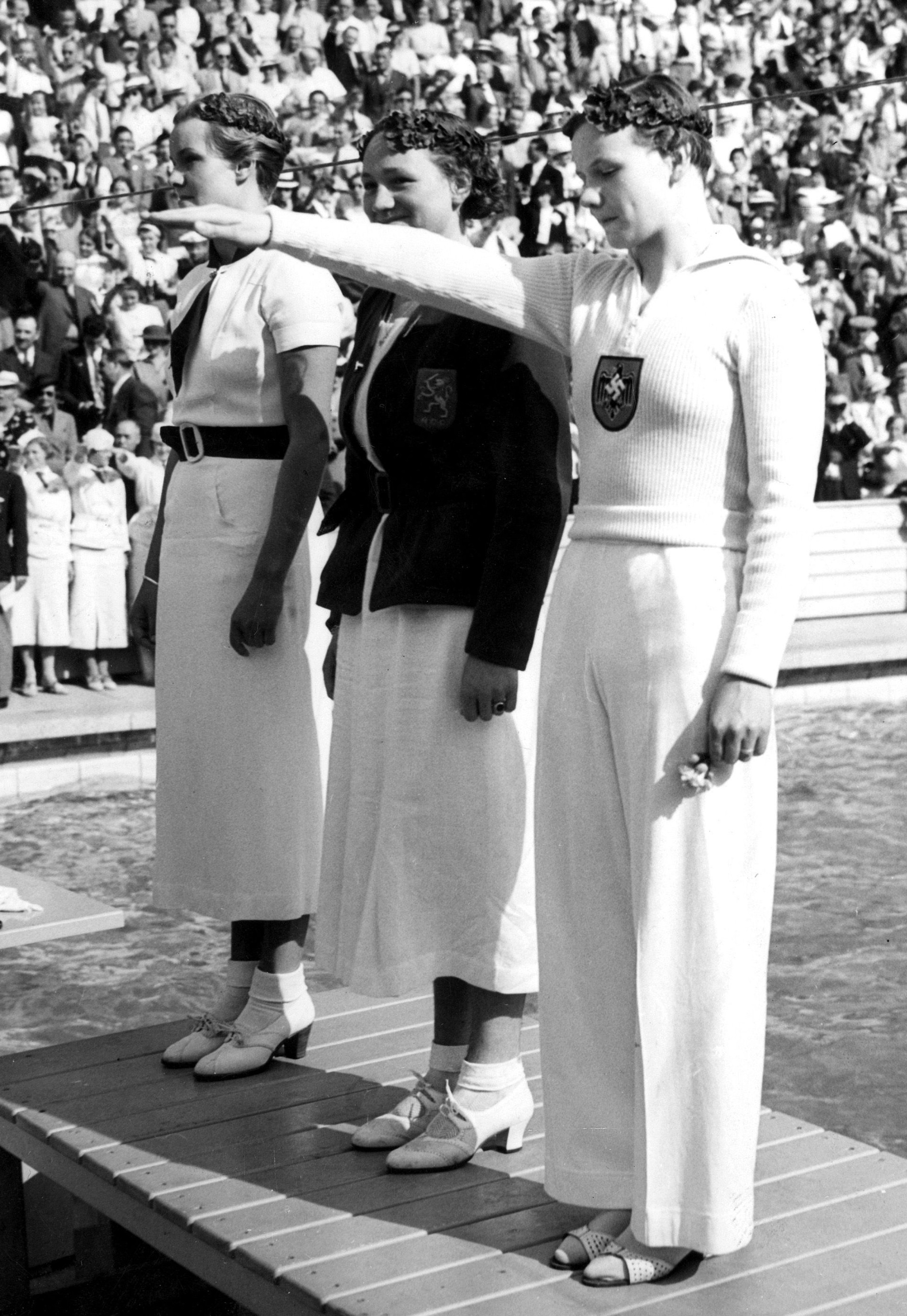
100 m Freistil

### 100 m Freistil
| Platz | Land | Athletin             | Zeit       |
| ----- | ---- | -------------------- | ---------- |
| 1     | NED  | Hendrika Mastenbroek | 1:05,9 min |
| 2     | ARG  | Jeanette Campbell    | 1:06,4 min |
| 3     | GER  | Gisela Arendt        | 1:06,6 min |
| 4     | NED  | Willy den Ouden      | 1:07,6 min |
| 5     | NED  | Tini Wagner          | 1:08,1 min |
| 6     | USA  | Olive McKean         | 1:08,4 min |
| 7     | USA  | Katherine Rawls      | 1:08,7 min |

### 400 m Freistil
| Platz | Land | Athletin             | Zeit       |
| ----- | ---- | -------------------- | ---------- |
| 1     | NED  | Hendrika Mastenbroek | 5:26,4 min |
| 2     | DEN  | Ragnhild Hveger      | 5:27,5 min |
| 3     | USA  | Lenore Kight         | 5:29,0 min |
| 4     | USA  | Mary Lou Petty       | 5:32,2 min |
| 5     | BRA  | Piedade Coutinho     | 5:35,2 min |
| 6     | JPN  | Kazue Kojima         | 5:43,1 min |
| 7     | DEN  | Grete Frederiksen    | 5:45,0 min |
| 8     | NED  | Tini Wagner          | 5:46,0 min |

### 100 m Rücken
| Platz | Land | Athletin             | Zeit       |
| ----- | ---- | -------------------- | ---------- |
| 1     | NED  | Nida Senff           | 1:18,9 min |
| 2     | NED  | Hendrika Mastenbroek | 1:19,2 min |
| 3     | USA  | Alice Bridges        | 1:19,4 min |
| 4     | USA  | Edith Motridge       | 1:19,6 min |
| 5     | DEN  | Tove Bruunstrøm      | 1:20,4 min |
| 6     | GBR  | Lorna Frampton       | 1:20,6 min |
| 7     | GBR  | Phyllis Harding      | 1:21,5 min |

Die favorisierte Amerikanerin Eleanor Holm, Goldmedaillengewinnerin der Olympischen Sommerspiele von 1932, war auf der Schiffsüberfahrt von Teamchef Avery Brundage wegen Alkoholtrinkens aus der Mannschaft geworfen worden.

### 200 m Brust
| Platz | Land | Athletin        | Zeit       |
| ----- | ---- | --------------- | ---------- |
| 1     | JPN  | Hideko Maehata  | 3:03,6 min |
| 2     | GER  | Martha Genenger | 3:04,2 min |
| 3     | DEN  | Inge Sørensen   | 3:07,8 min |
| 4     | GER  | Hanni Hölzner   | 3:09,5 min |
| 5     | NED  | Jopie Waalberg  | 3:09,5 min |
| 6     | GBR  | Doris Storey    | 3:09,7 min |
| 7     | NED  | Jenny Kastein   | 3:12,8 min |

### 4 × 100 m Freistil
| Platz | Land | Athletinnen                                                                  | Zeit       |
| ----- | ---- | ---------------------------------------------------------------------------- | ---------- |
| 1     | NED  | Johanna Selbach Catharina Wagner Willemijntje den Ouden Hendrika Mastenbroek | 4:36,0 min |
| 2     | GER  | Ruth Halbsguth Leni Lohmar Ingeborg Schmitz Gisela Arendt                    | 4:36,8 min |
| 3     | USA  | Katherine Rawls Bernice Lapp Mavis Freeman Olive McKean                      | 4:40,2 min |
| 4     | HUN  | Ilona Ács Ágnes Bíró Vera Harsányi Magda Lenkei                              | 4:48,0 min |
| 5     | CAN  | Mary McConkey Irene Pirie-Milton Margaret Stone Phyllis Dewar                | 4:48,0 min |
| 6     | GBR  | Margaret Jeffrey Zilpha Grant Edna Hughes Olive Wadham                       | 4:51,0 min |
| 7     | DEN  | Ragnhild Hveger Tove Bruunstrøm Elvi Svendsen Eva Arndt                      | 4:51,4 min |

## Inoffizielle Erdteilstaffeln
Im Rahmen der Schwimmwettbewerbe wurden Erdteilstaffeln ausgetragen, die jedoch keinen offiziellen olympischen Wettkampf bildeten.

### Erdteilstaffel Männer 4 × 200 m Freistil
| Platz | Land   | Athleten                                                  | Zeit       |
| ----- | ------ | --------------------------------------------------------- | ---------- |
| 1     | Asien  | Masanori Yusa Shigeo Sugiura Masaharu Taguchi Shigeo Arai | 8:56,4 min |
| 2     | USA    | Ralph Flanagan John Macionis Arthur Lindegren Jack Medica | 9:12,5 min |
| 3     | Europa | Ödön Gróf Ferenc Csik Bob Leivers Jean Taris              |            |

### Erdteilstaffel Frauen 4 × 100 m Freistil
| Platz | Land   | Athletinnen                                                      | Zeit       |
| ----- | ------ | ---------------------------------------------------------------- | ---------- |
| 1     | Europa | Johanna Selbach Leni Lohmar Willemijntje den Ouden Gisela Arendt | 4:42,4 min |
| 2     | USA    | Mary Lou Petty Bernice Lapp Katherine Rawls Olive McKean         | 4:47,8 min |
| 3     | Asien  | Kazue Kojima Hatsuko Morioka Tsuneko Furuta Rei Takemura         | 4:55,7 min |